# فرانسينا بيرز
فرانسينا بيرز (بالإنجليزية: Francine Beers)‏ هي ممثلة أمريكية، ولدت في 26 نوفمبر 1924 في بروكلين في الولايات المتحدة، وتوفيت في 27 مارس 2014 في الجانب الغربي الشمالي لمنهاتن في الولايات المتحدة بسبب مرض. من الجوائز التي نالتها Helen Hayes Award ‏ سنة 1988.

## جوائز
- Helen Hayes Award [الإنجليزية]‏ (1988)

## وصلات خارجية
- فرانسينا بيرز على موقع IMDb (الإنجليزية)
- فرانسينا بيرز على موقع ألو سيني (الفرنسية)
- فرانسينا بيرز على موقع أول موفي (الإنجليزية)
- فرانسينا بيرز على موقع قاعدة بيانات برودواي على الإنترنت (الإنجليزية)
- فرانسينا بيرز على موقع قاعدة بيانات الأفلام السويدية (السويدية)
- فرانسينا بيرز على موقع ديسكوغز (الإنجليزية)
- فرانسينا بيرز على موقع قاعدة بيانات الفيلم (الإنجليزية)
- فرانسينا بيرز على موقع كينوبويسك (الروسية)